# Плоча Скотия
Плочата Скотия е тектонска плоча на ръба между Атлантическия океан и Южния океан. Смята се, че се е образувала през ранен еоцен с отварянето на протока Дрейк, който отделя Южна Америка и Антарктида. Движението на тази малка плоча като цяло се диктува от движенията на двете големи плочи, които я обграждат: Южноамериканската и Антарктическата.
Плочата има ширина около 800 km и дължина около 3000 km. Движи се на запад с около 2,2 cm годишно. Кръстена е на кораба Скотия, участвал в Шотландската национална антарктическа експедиция (1902 – 1904), в хода на която са направени първите батиметрични изследвания на района.
Плочата Скотия е съставена от океанска кора и континентални фрагменти, разпръснати из море Скотия. Преди да започне образуването на плочата преди около 40 млн. години, тези фрагменти сформират непрекъсната суша от Патагония до Антарткическия полуостров по дължина на активна субдукционна граница. В днешно време плочата се намира почти изцяло под вода, с изключение на островите Южна Джорджия в североизточната ѝ част и южния край на Южна Америка.

## Тектонска обстановка
Заедно със Сандвичевата плоча, плочата Скотия съединява най-южната част на Андите с Антарктическия полуостров, като тези две плочи са сходни в няколко отношения. Северният ръб на плочата Скотия граничи с Южноамериканската плоча, образувайки хребета Северна Скотия. Този хребет представлява трансформна граница, движеща се наляво. През архипелага Огнена земя преминава разлом.
Северният ръб се разпростира от остров Естадос на запад до Южна Джорджия на изток, преминавайки през редица плитчини. Северно от ръба преминава Фолкландската падина с дълбочина от 3 km.
Експертите все още не могат да определят дали островът Южна Джорджия е част от плочата Скотия или се е сраснал към Южноамериканската плоча. Повърхностните характеристики на границата на плочата се намират северно от острова, което говори за дълготрайно наличие на трансформен разлом там. Въпреки това, сеизмичните проучвания откриват напрежение и движение южно от острова, което внушава потенциално изместване на трансформния разлом на юг. Съществуват и съмнения, че плочата, носеща острова, може да се е отчупила от плочата Скотия, образувайки нова независима микроплоча, макар и да няма много доказателства в подкрепа на хипотеза.
Островът Южна Джорджия първоначално е бил свързан с най-южната част на Огнена земя, което продължава до еоцен. Преди това басейнът претърпява редица геологически трансформации по време на креда, в хода на които Южна Джорджия първо е потопен, а след това отново се издига към късна креда. Преди около 45 млн. години Южна Джорджия, все още част от Южноамериканската плоча, отново е потопен и друго събитие, вероятно завъртане на южната част на Андите, завършва отделянето на плочите, при което Южна Джорджия отново се показва над морското равнище. През олигоцен Южна Джорджия пак бива потопен, докато настъпва спрединг на морското дъно в източната част на море Скотия. Накрая, преди около 10 млн. години Южна Джорджия се повдига в резултат на сблъскване с възвишение на североизток.
Южният ръб на плочата граничи с Антарктическата плоча, образувайки хребет, представляващ трансформна граница, движеща се наляво със скорост от 7,4 – 9,5 cm годишно. Относителното движение между плочата Скотия и Антарктическата плоча при западната граница е 7,5 – 8,7 cm годишно.
Източното продължение на хребета са Сандвичевите острови и Южносандвичевата падина.
Западният ръб на плочата граничи с Антарктическата плоча, образувайки зона на разкъсване и Перуанско-Чилийската падина. Тази падина е южното продължение на зоната на субдукция на Антарктическата плоча и плочата Наска под Южна Америка. Югозападният ръб на плочата има досег с Шетландската микроплоча.